# Lineopalpa varians
Lineopalpa varians är en fjärilsart som beskrevs av Moore 1867. Lineopalpa varians ingår i släktet Lineopalpa och familjen nattflyn. Inga underarter finns listade i Catalogue of Life.